# Reel jezik
Reel jezik (atwot, thok cieng reel; ISO 639-3: atu), nilotski jezik podskupine nuer kojim govori 50 000 ljudi (1998) iz stočarskog plemena Atwot u susjedstvu Dinka u Južnom Sudanu. 
Podplemena Apak, Luac, Jilek, Rorkec, Akot i Kuek govore istim jezikom osim možda Apak-Atwota (prema Stephanie Beswick
Pismo: latinica.

## Vanjske poveznice
- Ethnologue (14th)
- Ethnologue (15th)